# Aryabhatiya

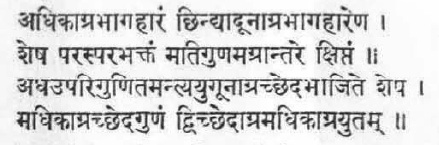
Beskrivning av lösningen av linjära diofantiska ekvationer i Aryabhatiya.

Aryabhatiya är ett astronomiskt och matematiskt verk från sent 400-tal av den indiske matematikern Aryabhata.
Delar av Aryabhatiya anses använda en föregångare till algebra. I detta avseende var dock den grekiske matematikern Diofantos, som levde under 200-talet, en mer betydande pionjär.
Aryabhatiya innehåller bland annat en algoritm för beräkning av en kvadratrot.